# Koordinátaszingularitás

A földrajzi koordináta-rendszer koordinátaszingularitása az Északi- és a Déli-sarkon an

A fizikában akkor beszélünk koordinátaszingularitásról, ha egy koordináta-rendszerben annak belső tulajdonságai miatt egy jól meghatározható  pontnak legalább egy koordinátája nem egyértelmű. Például a Föld koordináta-rendszerében az Északi-sark és a Déli-sark földrajzi hosszúsága nem adható meg egyértelműen, mivel minden hosszúsági kör itt metszi egymást. Eltérően a fizikai szingularitásoktól, egy megfigyelő számára semmi különös nincs ezekben a pontokban, mivel ez csak a koordináta-rendszer sajátossága. Egy másik koordináta-rendszerben vagy nem léteznek, vagy máshol bukkannak fel.

## Definíció
Egy pontban koordinátaszingularitás van, ha valamelyik koordináta nem egyértelmű; ez azonban egy második koordináta-rendszerre való áttéréssel megszüntethető.

## Leírás
A koordináta-rendszerekben különböző helyzetekben léphetnek fel koordinátaszingularitások. Például, ha nem lehet egyértelmű {\displaystyle (v_{1},\ldots ,v_{n})} koordinátákat rendelni az {\displaystyle \mathbb {R} ^{m}} térben egy {\displaystyle n} dimenziós részsokaság vagy absztrakt részsokaság pontjaihoz, ahol {\displaystyle m\geq n}, akkor ezekben a pontokban koordinátaszingularitás van. A koordinátaszingularitás természete felismerhető egy alkalmas koordináta-rendszer választásával, ahol ezeknek a pontoknak egyértelmű {\displaystyle (x_{1},\ldots ,x_{n})} koordinátáik vannak. Ez lehet az euklideszi térben a Descartes-féle koordináta-rendszer, sokaságok esetén egy térkép. Ekkor van egy {\displaystyle T} koordinátatranszformáció, hogy
{\displaystyle (x_{1},\ldots ,x_{n})=T(v_{1},\ldots ,v_{n}),}
ami azonban a koordinátaszingularitás miatt nem invertálható. Ha {\displaystyle T} komponensenként differenciálható, ami az általában használt koordináta-rendszerekre teljesül, akkor a
{\displaystyle J(T)={\frac {\partial (x_{1},\ldots ,x_{n})}{\partial (v_{1},\ldots ,v_{n})}}}
Jacobi-mátrix a koordinátaszingularitásokban szinguláris, innen a koordinátaszingularitás név.

## Példák

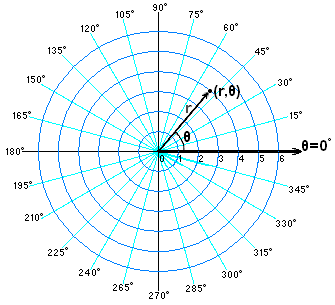
Az polárkoordináták

Polárkoordináta-rendszerben a sík pontjait az origótól mért távolság és helyvektorának az x tengely pozitív felével bezárt szöge határozza meg, ahol {\displaystyle r\in \mathbb {R} _{+}} az origótól mért távolság és {\displaystyle \theta \in (-\pi ,\pi ]} a helyvektor szöge. Polárkoordinátákról {\displaystyle (x,y)\in \mathbb {R} ^{2}} Descartes-koordinátákra így térhetünk át:
{\displaystyle x=r\cdot \cos \theta }
{\displaystyle y=r\cdot \sin \theta }
Az {\displaystyle (0,0)} origóban koordinátaszingularitás van: ha {\displaystyle r=0}, akkor a transzformáció eredménye független a {\displaystyle \theta } szögkoordinátától. Polárkoordinátákban az origónak nincs egyértelmű ábrázolása.
A hengerkoordináta-rendszer a polárkoordináta-rendszerből kapható háromdimenziós koordináta-rendszer. A két polárkoordinátához hozzávesszük a magasságot, {\displaystyle h}-t harmadik koordinátaként. A transzformáció így bővül: 
{\displaystyle z=h}
Ebben a hengerkoordináta-rendszerben az összes {\displaystyle (0,0,z)} pontban koordinátaszingularitás van.

Az gömbkoordináták

Gömbkoordináta-rendszerben a háromdimenziós tér pontjait egy origótól mért távolság, {\displaystyle r\in \mathbb {R} _{+}}, és két szögkoordináta, {\displaystyle \phi \in (-\pi ,\pi ]} és {\displaystyle \theta \in [0,\pi ]} adja meg. Az átszámítás {\displaystyle (x,y,z)\in \mathbb {R} ^{3}} Descartes-koordinátákba:
{\displaystyle x=r\cdot \sin \theta \cdot \cos \varphi }
{\displaystyle y=r\cdot \sin \theta \cdot \sin \varphi }
{\displaystyle z=r\cdot \cos \theta }
A transzformáció a következő koordinátaszingularitásokat mutatja meg:
- Ha {\displaystyle \theta =0}, akkor a {\displaystyle (0,0,r)} pontok transzformációjának eredménye a pozitív z-tengelyen független a {\displaystyle \varphi } koordinátától.
- Ha {\displaystyle \theta =\pi }, akkor a {\displaystyle (0,0,-r)} pont transzformációjának képe a negatív z-tengelyen független a {\displaystyle \varphi } koordinátától.
- Ha {\displaystyle r=0}, akkor a transzformáció eredménye, az {\displaystyle (0,0,0)} origó független a {\displaystyle \varphi } és {\displaystyle \theta } koordinátáktól.

Emiatt gömbkoordinátákban a teljes z-tengely összes pontjának nincs egyértelmű ábrázolása.
Az {\displaystyle r=1} rögzítéssel kapjuk a gömbi koordináta-rendszert, ami megegyezik a földrajzi koordináta-rendszerrel. Mivel az a gömbfelület két pontban, az {\displaystyle (0,0,1)} és a {\displaystyle (0,0,-1)} pontokban metszi a z-tengelyt, azért a földrajzi koordinátákban csak a {\displaystyle (0,0,1)} és a {\displaystyle (0,0,-1)} pontokban van koordináta-szingularitás.

## Fordítás
Ez a szócikk részben vagy egészben  a   Koordinatensingularität című német Wikipédia-szócikk fordításán alapul.  Az eredeti cikk szerkesztőit annak laptörténete sorolja fel. Ez a jelzés csupán a megfogalmazás eredetét és a szerzői jogokat jelzi, nem szolgál a cikkben szereplő információk forrásmegjelöléseként.